# Стрелковка (Калужская область)
Стрелко́вка — деревня в Жуковском районе Калужской области России на берегу реки Угодка.
Деревня расположена в 5 км от районного центра — города Жуков.

## Известные люди
В Стрелковке родился Георгий Константинович Жуков. В деревне установлен памятник-мемориал — архитектурно-скульптурная композиция «Родина Маршала Жукова» (скульптор — В.Х. Думанян, архитектор — Е.И. Киреев, открытие — 16 июля 1988), посвящённый известному уроженцу, однако на весну 2010 года он находился в запущенном состоянии. Дом-музей отреставрирован.

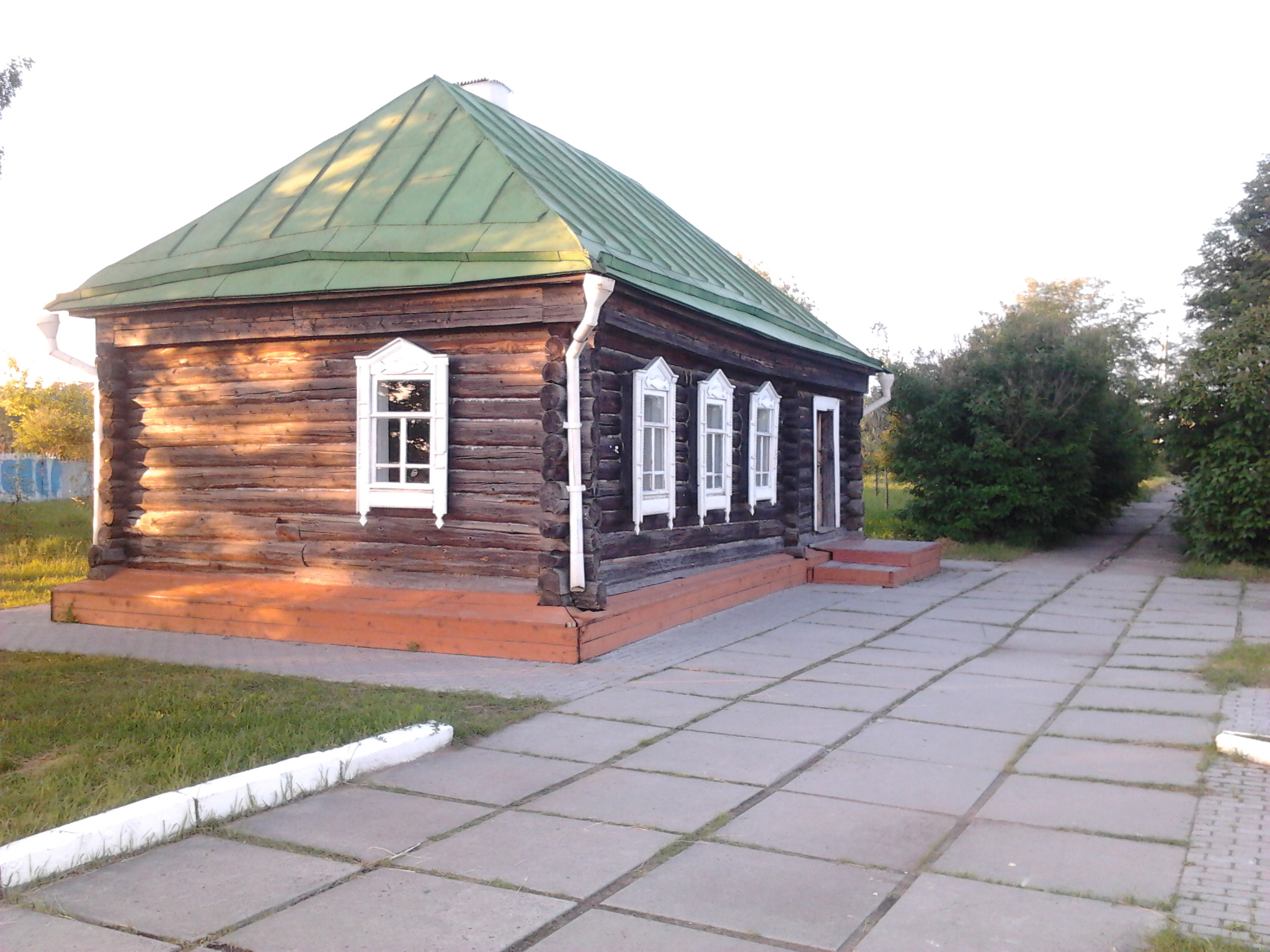
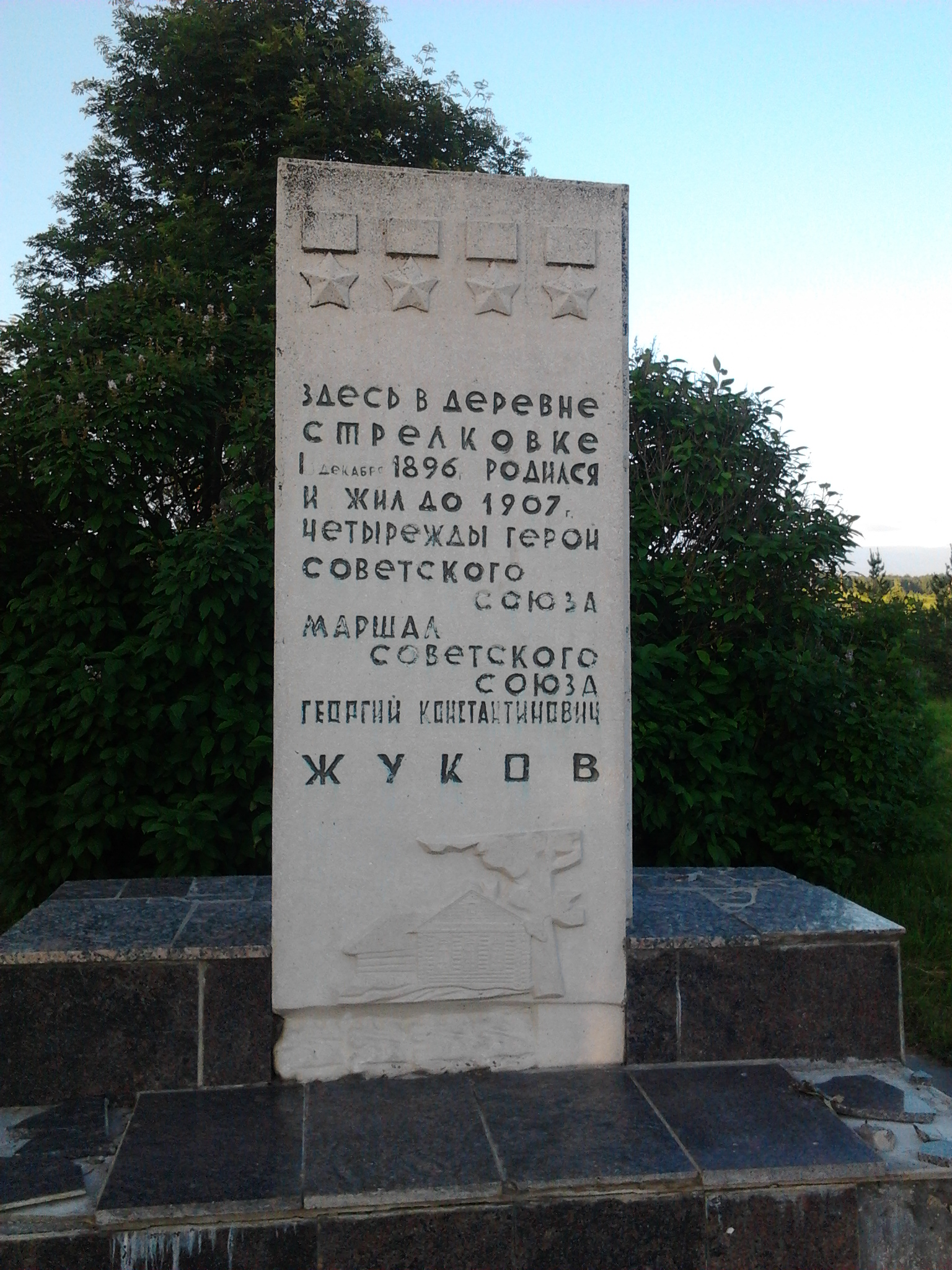
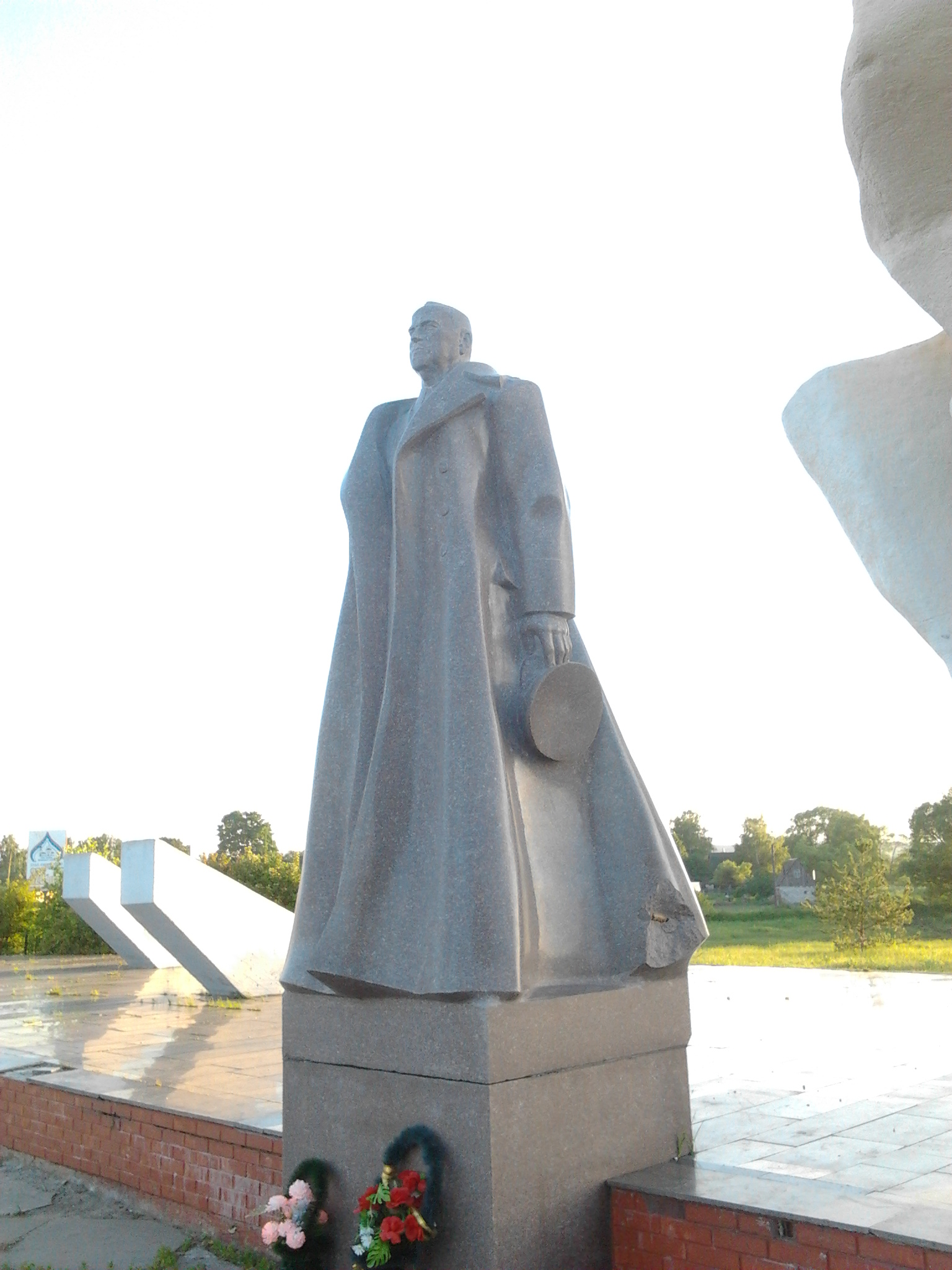
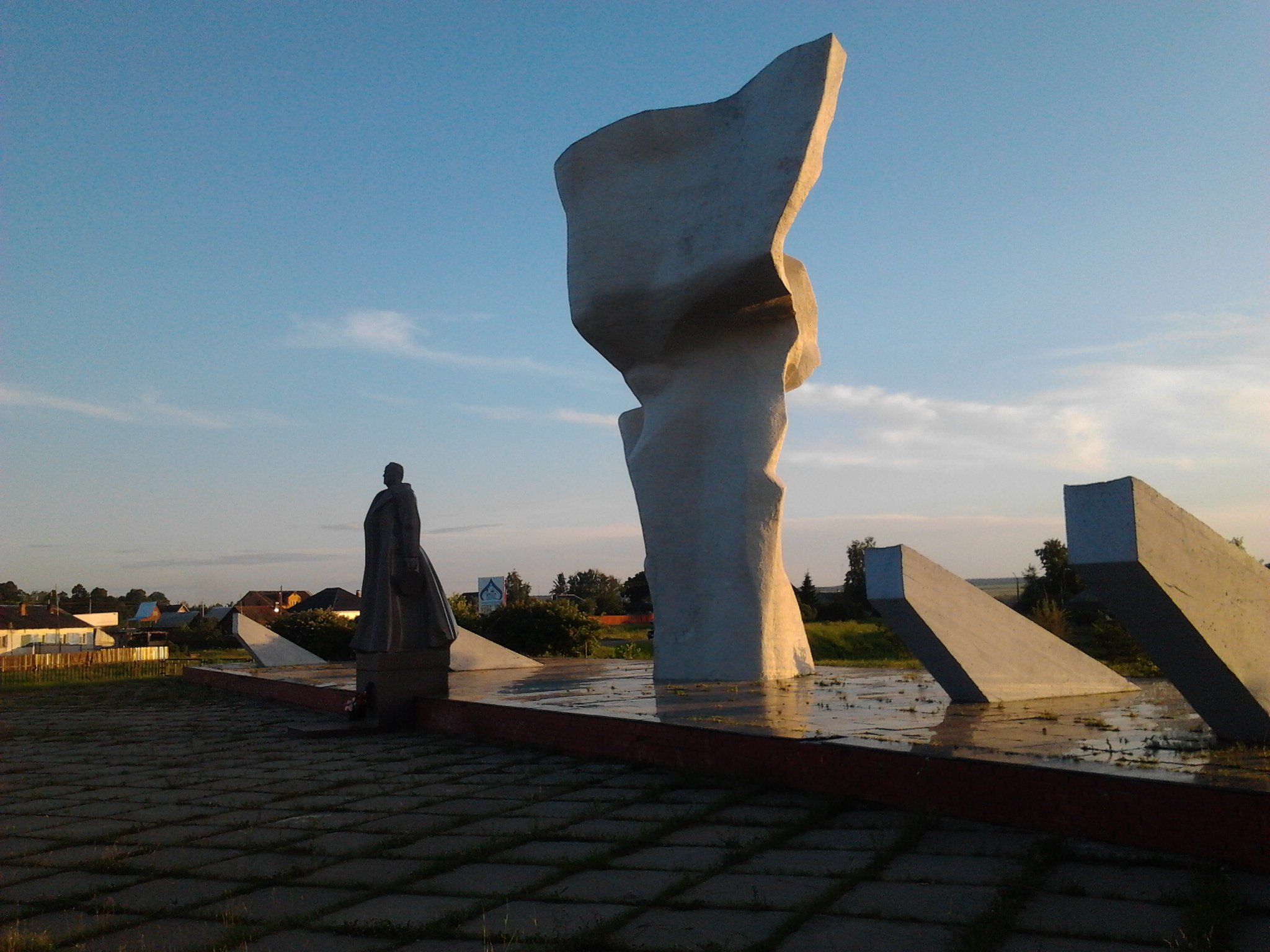